# Suzu
Suzu (珠洲市 -shi) é uma cidade japonesa localizada na província de Ishikawa.
Em 2003 a cidade tinha uma população estimada em 18 854 habitantes e uma densidade populacional de 76,27 h/km². Tem uma área total de 247,19 km².
Recebeu o estatuto de cidade a 15 de Julho de 1954.

## Cidade-irmã
- Pelotas, Brasil.